# ريناتي رينسف
ريناتي رينسف (بالنرويجية: Renate Reinsve) هي ممثلة نرويجية ولدت في 24 نوفمبر 1987،حصلت على جائزة مهرجان كان السينمائي لأفضل ممثلة في 2021.

## الأعمال

### أفلام
| السنة | العنوان            | الدور     |
| ----- | ------------------ | --------- |
| 2021  | أسوأ شخص في العالم | جولي      |
| 2025  | القيمة العاطفية    | نورا بورغ |

## روابط خارجية
- ريناتي رينسف على موقع IMDb (الإنجليزية)
- ريناتي رينسف على موقع ميتاكريتيك (الإنجليزية)
- ريناتي رينسف على موقع ألو سيني (الفرنسية)
- ريناتي رينسف على موقع أول موفي (الإنجليزية)
- ريناتي رينسف على موقع قاعدة بيانات الفيلم (الإنجليزية)